# Software Design Description
Software Design Description 1016-1998, noto anche come Recommended Practice for Software Design Descriptions, è uno standard IEEE che specifica la struttura organizzativa della descrizione di un progetto software (SDD).
Un SDD di solito accompagna uno schema di architettura evidenziando le specifiche funzionalità. In pratica si tratta di un documento di progettazione necessario per coordinare una squadra in una visione unica. Un documento di progetto deve essere un riferimento stabile, evidenziando tutte le parti del software e come funzionerà.
Il SDD contiene i seguenti documenti:
- Il design dei dati descrive le strutture che si trovano all'interno del software così come gli attributi e le relazioni tra gli oggetti.
- Il design di architettura utilizza le caratteristiche del flusso di informazioni e li associa alla struttura del programma. Il metodo di trasformazione della mappatura viene applicato per distinguere chiaramente i confini tra dati in entrata e dati in uscita.
- Il disegno interfaccia descrive le interfacce del programma sia interne che esterne, nonché la progettazione dell'user interface.
- Il design procedurale descrive i concetti di programmazione strutturata utilizzando notazioni grafiche, tabulari e testuali.

## Contenuto del documento
Il documento deve contenere i seguenti capitoli:

### Introduzione
- design panoramica
- Requisiti di tracciabilità a matrice

### Sistema di progettazione architettonica
- Architettura del sistema scelto
- Discussione sui modelli alternativi
- Descrizione dell'interfaccia del sistema

### Descrizione dettagliata dei componenti
- componente n
- Componente n+1

### Design dell'interfaccia utente
- Descrizione dell'interfaccia utente
- schermo immagine
- oggetti e azioni

### Materiale aggiuntivo
Nel marzo 2009, l'IEEE-SA Standards Board ha approvato una modifica allo standard IEEE 1016. La revisione aggiorna la pratica raccomandata ad uno standard IEEE. Lo standard è intitolato: Standard for Information Technology — Systems Design — Software Design Descriptions.